# Język songe
Język songe (inaczej songye, kisonge, lusonge, yembe) – język bantu używany w Demokratycznej Republice Konga.
Według danych z 1991 językiem posługuje około 2 380 000 osób. Najwięcej osób posługujących się językiem zamieszkuje prowincję Kasai Wschodnie.